# Aldeanueva (Revenga)
Aldeanueva es un caserío español situado en el término de la entidad menor de Revenga del municipio de Segovia, en la provincia homónima, comunidad autónoma de Castilla y León.
Usado en la actualidad como rancho ganadero conocido como Dehesa de Aldeanueva o Finca de Ortega, por su antiguo propietario Domingo Ortega. Destaca su torreón medieval de origen defensivo.

## Ubicación

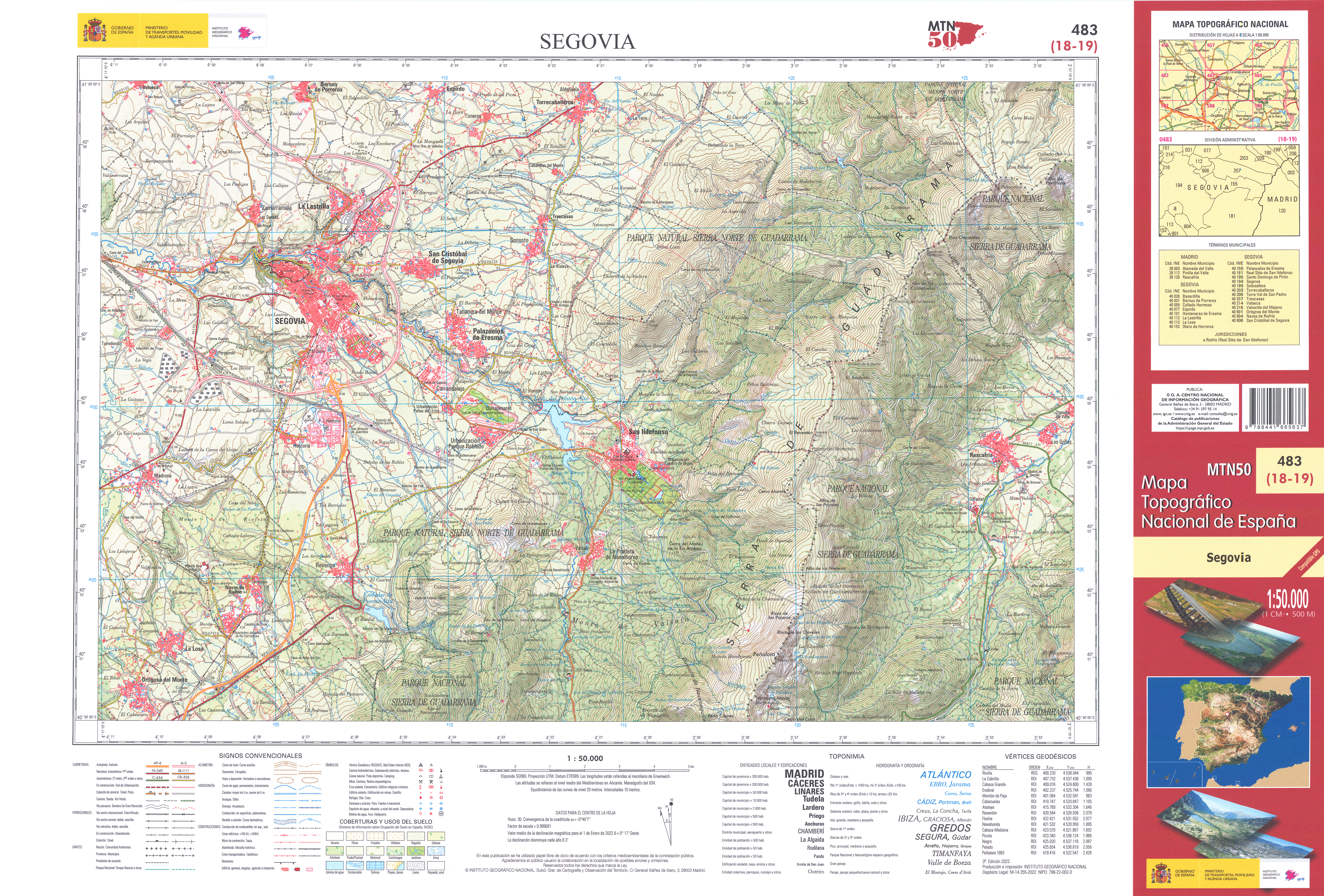
Fragmento de la hoja 483 del Mapa Topográfico Nacional de España de 2022 en el que se representa la zona donde se ubica Aldeanueva

En las estribaciones de la Sierra de Guadarrama, se ubica junto a la boca sur del Túnel ferroviario de alta velocidad de Guadarrama, entre el Cordel de Santillana que conecta Segovia con el Puerto de La Fuenfría, la urbanización Parque Robledo, la Cañada de la Vera de la Sierra y la carretera SG-F-7133 que conecta la CL-601 con la N-110 y Riofrío.

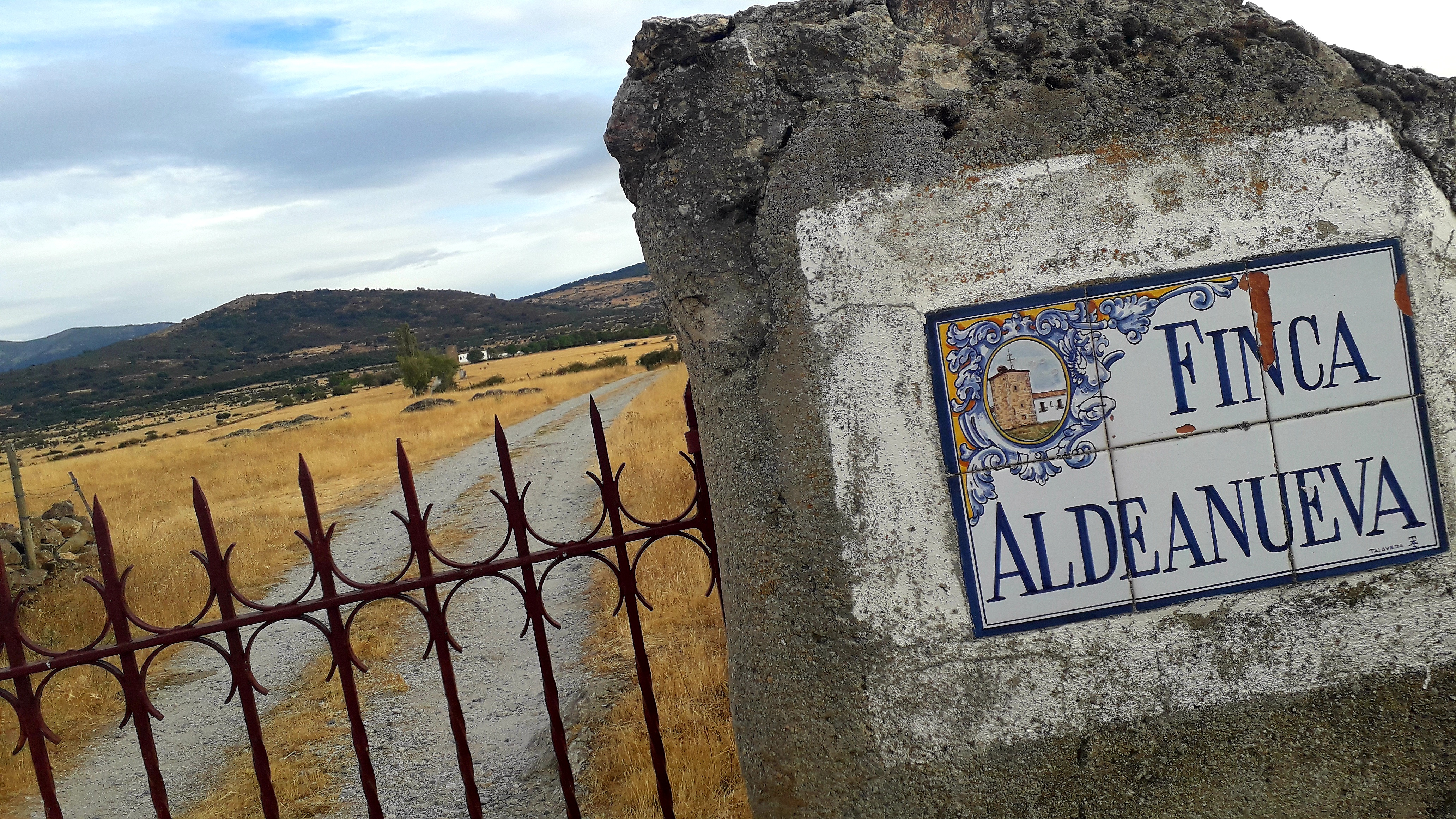
Puerta de acceso al camino que conduce a Aldeanueva desde la CL-601 a la altura de Carrascalejo

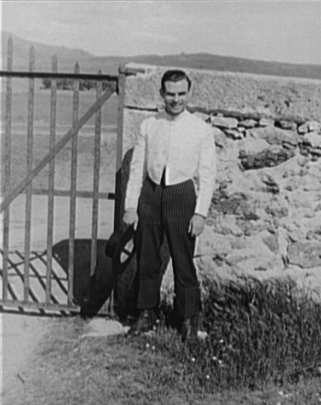
El torero Domingo Ortega, quién lograra reunificar gran parte de la dehesa bajo su posesión, a la puerta de esta el 5 de junio de 1935

## Historia
De fundación medieval e integrada en el Sexmo de San Millán de la Comunidad de Ciudad y Tierra de Segovia, era uno de los beneficiarios de la cacera de Navalcaz.
En 1290 es mencionada por primera vez como aldea, siendo propiedad por gran parte de su historia del linaje de los Contreras, familia de la élite segoviana.
Aún contando con una Casa de Esquileo operativa, en el siglo XVIII aparece en el Catastro de la Ensenada de 1752 como despoblado del término de Palazuelos. El propietario era Martín Domingo de Contreras y Guillamas.
Fue un lugar de reunión del Concejo segoviano, cuya dehesa fue alquilada para los ganados de las carnicerías de Segovia. Durante el reinado de Carlos III, el monarca se apropió de la dehesa al igual que el Pinar de Balsaín y la Mata del Pirón, integrándolos forzosamente en lo que hoy es Patrimonio Nacional.
A pesar de las expropiaciones forzosa llevadas a cabo por el ejército para la creación de campo de tiro CMT Matabueyes de la Academia de Artillería, el torero Domingo Ortega logró reunificar más de 384 hectáreas de su término histórico.
En 1940 ya figura como caserío de Revenga, con doce viviendas y otras nueve edificaciones que aglutinaban 36 habitantes de derecho; 42 de hecho. Fue parte del término municipal independiente de Revenga hasta que este se extinguió el 17 de septiembre de 1971 al ser anexionado por el municipio de Segovia, dentro del cual es, desde 1979, una Entidad Local Menor,
Recientemente, parte de su término fue expropiado para la construcción de la línea de alta velocidad Madrid-Segovia-Valladolid, a escasos metros, dejando su término dividido en dos y siendo el rancho lo último en avistarse en tren de la provincia segoviana antes de entrar al Túnel de Guadarrama.

## Economía

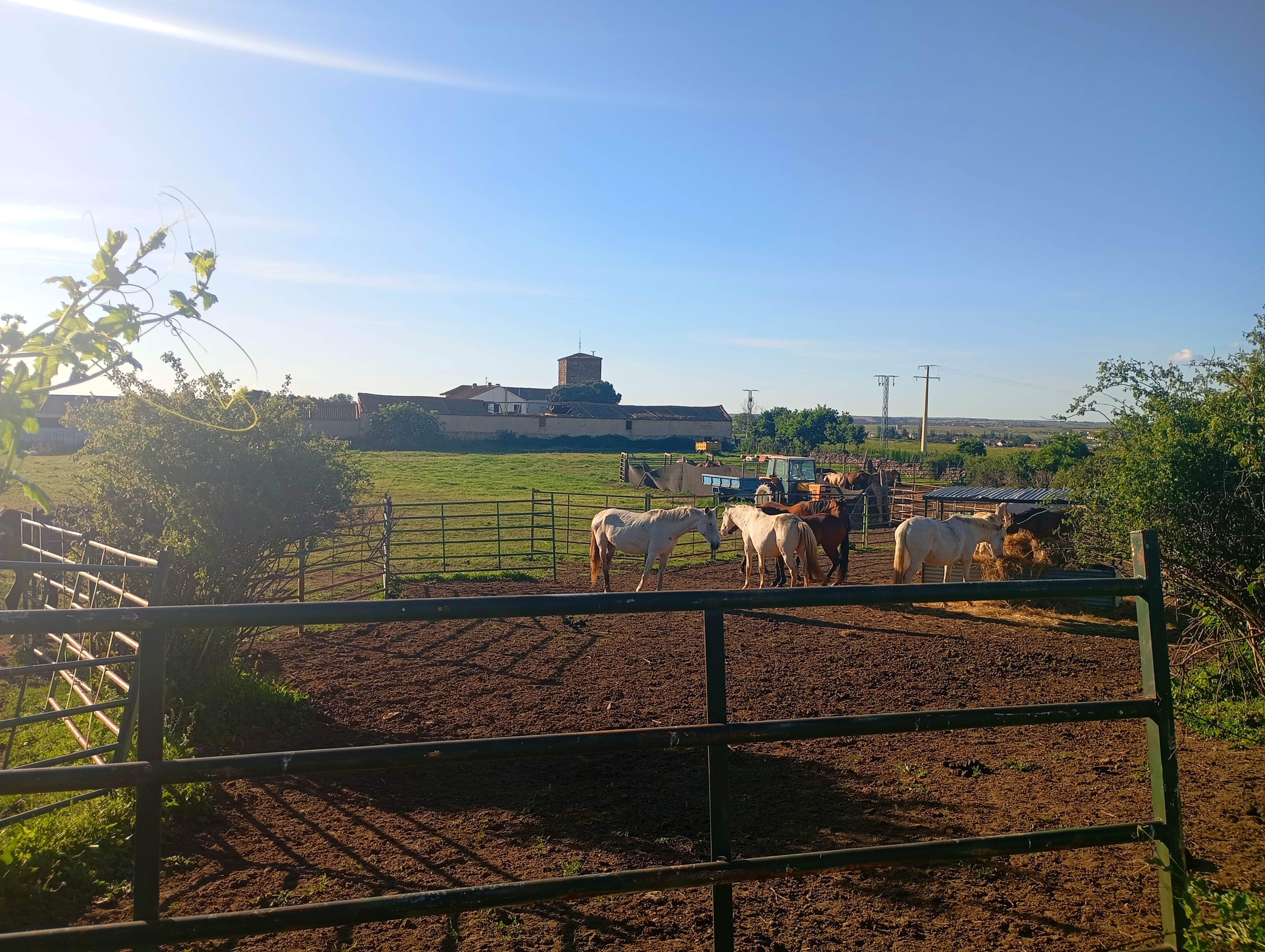
Instalación ganadera en Aldeanueva

Mantiene su economía tradicional y cuenta con una explotación ganadera.

## Cultura

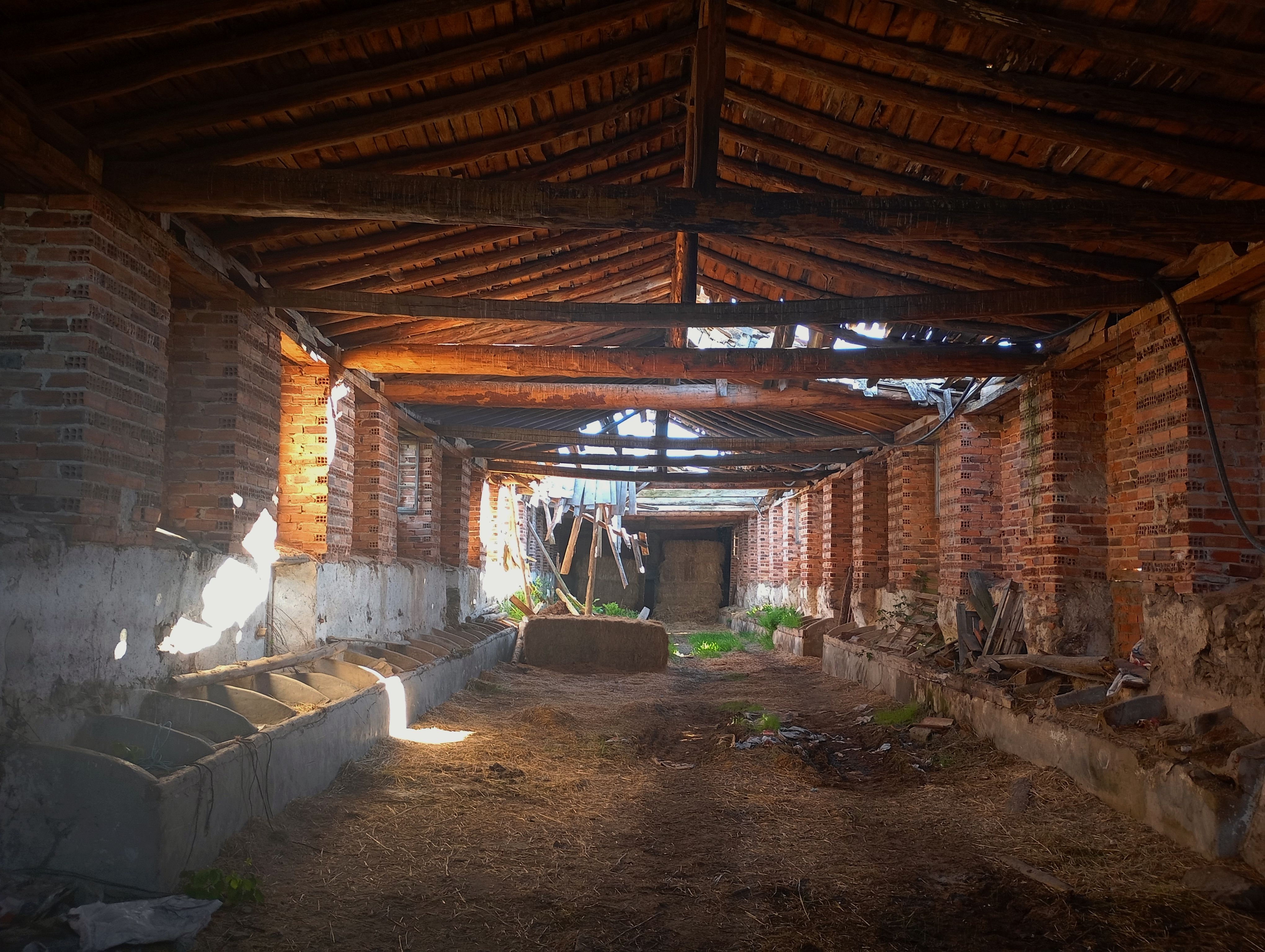
Interior de un pajar en Aldeanueva

### Patrimonio
- Torreón medieval de Aldeanueva, perteneciente a la red defensiva de Atalayas de Segovia durante la Reconquista;[1]
- Cañada Real Soriana Occidental;
- Cordel de Santillana;
- Camino de Santiago de Madrid;
- Calzada romana de La Fuenfría;
- Restos de una antigua Casa de Esquileo y un molino hidráulico;
- Mojones de acotamiento de la Real Dehesa de Carlos III;
- Caceras de Navalcaz y del Acueducto.[1]

### Fiestas
- Hacendera anual en la Cacera de Navalcaz.[7]